# 艾切尼
艾切尼，是匈牙利绍莫吉州所辖的一个村。总面积12.92平方公里，总人口217，人口密度16.8人/平方公里（2011年1月1日）。